# Vĩnh Long
Vĩnh Long este un oraș din Vietnam situat în provincia Vĩnh Long din regiunea Mekong Delta. Are o populație de 147.039 de locuitori (2010).
Ho Și Min este situat la 135 km nord-est de orașul Vĩnh Long.
Aeroportul Internațional Can Tho este situat la 40 km sud de orașul Vĩnh Long, în Can Th.

## Administrație
Nha Trang este sub-împărțit în 11 subdiviziuni, 7 secții urbane (phường) și 4 comune rurale (xã).